# Mandibulata
Mandibulata (kusadlovci) je skupina (klad) členovců, do které se řadí šestinozí, korýši a stonožkovci. Kusadlovci jsou největší a nejrozmanitější skupinou členovců.
Kusadlovci jsou jako přirozený klad členovců dobře podpořeni molekulárními analýzami. Konkurenční hypotézy – např. přirozenost Schizoramia (korýši + klepítkatci) či Myriochelata (syn. Paradoxopoda; stonožkovci + klepítkatci) – vycházely pouze z fosilního záznamu a zpravidla byly odhaleny jako artefakty vzniklé uvažováním konvergentních znaků.
Skupina Mandibulata je sesterská ke skupině Arachnomorpha (klepítkatci, nohatky a několik skupin vymřelých členovců, zejména trilobiti a Megacheira), která však může být podle jiných studií jako celek nepřirozená – některé skupiny (Megacheira) se mohou odvětvovat bazálněji než klad klepítkatců a trilobitů (společné jméno Artiopoda), některé (Marellomorpha) naopak později od linie vedoucí ke kusadlovcům.